# Bob Thornton
Pour les articles homonymes, voir Thornton.
Robert George « Bob » Thornton, né le 10 juillet 1962 à Los Angeles en Californie, est un joueur et entraîneur américain de basket-ball.

## Biographie
Il est sélectionné par les Knicks de New York à la draft 1984 de la NBA. Il joue dans de nombreux clubs jusqu'en 1996 avec notamment un passage aux Knicks (1985-1987), aux 76ers de Philadelphie (1987-1989) et au Jazz de l'Utah (1992).
À partir de 1997, il devient entraîneur adjoint ou recruteur, notamment aux Bulls de Chicago (2002–2004), aux Timberwolves du Minnesota (2005-2007), au Thunder d'Oklahoma City (2007-2011), aux Grizzlies de Memphis (2011-2016) et aux Kings de Sacramento (2016-2019).